# Manuel Artur de Holanda Cavalcanti de Albuquerque
Manuel Artur de Holanda Cavalcanti de Albuquerque, primeiro e único barão de Albuquerque CvNSC (Niterói, Rio de Janeiro, Brasil, 10 de agosto de 1840 - Paris, França, 3 de março de 1914) foi um advogado e político brasileiro, tendo sido deputado pela província de Pernambuco por duas vezes.
Filho do senador Antônio Francisco de Paula de Holanda Cavalcanti de Albuquerque, visconde de Albuquerque, e Emília Cavalcanti de Albuquerque.

## Títulos nobiliárquicos e honrarias
Agraciado como cavaleiro da Ordem de Nossa Senhora da Conceição de Vila Viçosa e da Legião de Honra da França. Era fidalgo e cavaleiro da Casa Imperial.
Barão de Albuquerque
Título conferido por decreto imperial em 7 de outubro de 1882.